# Leucauge gemminipunctata
Leucauge gemminipunctata är en spindelart som beskrevs av Chamberlin och Ivie 1936. Leucauge gemminipunctata ingår i släktet Leucauge och familjen käkspindlar.
Artens utbredningsområde är Panama. Inga underarter finns listade i Catalogue of Life.